# Syndykat
Syndykat (zwany także wspólnotą interesów) – jedna z form wchodzenia przedsiębiorstw na rynki międzynarodowe. Jest to nietrwałe porozumienie przedsiębiorstw o porównywalnej wielkości, działających w tej samej branży i mających podobny stopień rozwoju. Pomimo umów prawnych regulujących stosunki pomiędzy przedsiębiorstwami tworzącymi syndykat, tak ekonomicznie, jak i prawnie pozostają one niezależne. W przeciwieństwie do kartelu, firmy w niektórych aspektach (szczególnie sprzedaży) decydują się na wspólne interesy. Osiągnięte zyski i dochody zostają niepodzielone.